# لوپشنگا
لوپشنگا (به لاتین: Lopshenga) یک منطقهٔ مسکونی در روسیه است که در استان آرخانگلسک واقع شده‌است.